# 24. ročník udílení Cen Sdružení filmových a televizních herců
24. ročník udílení Cen Sdružení filmových a televizních herců se konal 21. ledna 2018. Ocenění se předalo nejlepším filmovým a televizním vystoupením v roce 2017. Nominace byly oznámeny 13. prosince 2017. Ceremoniál vysílaly stanice TNT a TBS. 22. srpna 2017 bylo oznámeno, že Morgan Freeman získá cenu Celoživotní ocenění. Dne 4. prosince 2017 bylo oznámeno, že Kristen Bellová se stane historicky první moderátorkou ceremoniálu.

## Vítězové a nominovaní
Tučně jsou označeni vítězové.

### Film
| Nejlepší mužský herecký výkon v hlavní roli | Nejlepší ženský herecký výkon v hlavní roli |
| --- | --- |
| Gary Oldman jako Winston Churchill – Nejtemnější hodina - Timothée Chalamet jako Elio Perlman – Dej mi své jméno - Denzel Washington jako Roman J. Israel – Roman J. Israel, Esq. - James Franco jako Tommy Wiseau – The Disaster Artist: Úžasný propadák - Daniel Kaluuya jako Chris Washington – Uteč | Frances McDormandová jako Mildred Hayes – Tři billboardy kousek za Ebbingem - Sally Hawkins jako Elisa Esposito – Tvář vody - Judi Dench jako Viktorie – Victoria a Abdul - Margot Robbie jako Tonya Harding – Já, Tonya - Saoirse Ronan jako Christine McPherson – Lady Bird |
| Nejlepší mužský herecký výkon ve vedlejší roli | Nejlepší ženský herecký výkon ve vedlejší roli |
| Sam Rockwell jako strážník Jason Dixon – Tři billboardy kousek za Ebbingem - Willem Dafoe jako Bobby Hicks – The Florida Project - Richard Jenkins jako Giles – Tvář vody - Woody Harrelson jako šerif Bill Willoughby– Tři billboardy kousek za Ebbingem - Steve Carell jako Bobby Riggs – Souboj pohlaví | Allison Janney jako LaVona Golden– Já, Tonya - Mary J. Blige jako Florence Jackson – Mudbound - Hong Chau jako Ngoc Lan Tran – Zmenšování - Laurie Metcalf jako Marion McPherson – Lady Bird - Holly Hunter jako Beth Gardner – Pěkně blbě                                    |
| Nejlepší obsazení ve filmu | |
| Tři billboardy kousek za Ebbingem – Abbie Cornish, Peter Dinklage, Woody Harrelson, John Hawkes, Lucas Hedges, Željko Ivanek, Caleb Landry Jones, Frances McDormandová, Clarke Peters, Sam Rockwell a Samara Weaving - Pěkně blbě – Adeel Akhtar, Holly Hunter, Zoe Kazan, Anupam Kher, Kumail Nanjiani, Ray Romanoand Zenobia Shroff - Uteč – Caleb Landry Jones, Daniel Kaluuya, Catherine Keener, Stephen Root, Lakeith Stanfield, Bradley Whitford a Allison Williams - Lady Bird – Timothée Chalamet, Beanie Feldstein, Lucas Hedges, Tracy Letts, Stephen McKinley Henderson, Laurie Metcalf, Jordan Rodrigues, Saoirse Ronan, Odeya Rush, Marielle Scott a Lois Smith - Mudbound – Jonathan Banks, Mary J. Blige, Jason Clarke, Garrett Hedlund, Jason Mitchell, Rob Morgan a Carey Mulligan | |
| Nejlepší výkon kaskaderského souboru ve filmu | |
| Wonder Woman - Baby Driver - Dunkerk - Logan: Wolverine - Válka o planetu opic | |

### Televize
| Nejlepší mužský herecký výkon v seriálu (drama) | Nejlepší ženský herecký výkon v seriálu (drama) |
| --- | --- |
| Sterling K. Brown jako Randall Pearson – Tohle jsme my - Jason Bateman jako Martin Byrde – Ozark - Bob Odenkirk jako Jimmy McGill/Saul Goodman – Volejte Saulovi - Peter Dinklage jako Tyrion Lannister – Hra o trůny - David Harbour jako Jim Hopper – Stranger Things | Claire Foy jako Alžběta II. – Koruna - Elisabeth Mossová jako June Osborne/Offred – Příběh služebnice - Millie Bobby Brownová jako Jedenáctka – Stranger Things - Laura Linneyová jako Wendy Byrde – Ozark - Robin Wright jako Claire Underwood – Dům z karet                       |
| Nejlepší mužský herecký výkon v seriálu (komedie) | Nejlepší ženský herecký výkon v seriálu (komedie) |
| William H. Macy jako Frank Gallagher – Shameless - Anthony Anderson jako Andre Johnson – Black-ish - Aziz Ansari jako Dev Shah – Master of None - Sean Hayes jako Jack McFarland – Will a Grace - Marc Maron jako Sam Sylvia – GLOW: Nádherné ženy wrestlingu - Larry David jako on sám – Larry, kroť se | Julia Louis-Dreyfus jako Selina Meyer – Viceprezident(ka) - Alison Brie jako Ruth Wilder– GLOW: Nádherné ženy wrestlingu - Uzo Aduba jako Suzanne Warren – Holky za mřížemi - Jane Fonda jako Grace Hanson – Grace a Frankie - Lily Tomlin jako Frankie Bergstein – Grace a Frankie |
| Nejlepší mužský herecký výkon v minisérii nebo TV filmu | Nejlepší ženský herecký výkon v minisérii nebo TV filmu |
| Alexander Skarsgård jako Perry Wright – Sedmilhářky - Benedict Cumberbatch jako Sherlock Holmes – Sherlock - Skomírající detektiv - Robert De Niro jako Bernard Madoff – Čaroděj ze země lží - Geoffrey Rush jako Albert Einstein – Génius - Jeff Daniels jako Frank Griffin – Godless | Nicole Kidman jako Celeste Wright – Sedmilhářky - Jessica Lange jako Joan Crawford – Zlá krev - Susan Sarandon jako Bette Davis – Zlá krev - Reese Witherspoonová jako Madeline MacKenzie – Sedmilhářky - Laura Dern jako Renata Klein – Sedmilhářky                                |
| Nejlepší obsazení (drama) | |
| Tohle jsme my – Eris Baker, Alexandra Breckenridge, Sterling K. Brown, Lonnie Chavis, Justin Hartley, Faithe Herman, Ron Cephas Jones, Chrissy Metz, Mandy Moore, Chris Sullivan, Milo Ventimiglia, Susan Kelechi Watson a Hannah Zeile - Koruna – Claire Foy, Victoria Hamilton, Vanessa Kirby, Anton Lesser a Matt Smith - Hra o trůny – Alfie Allen, Jacob Anderson, Pilou Asbæk, Hafþór Júlíus Björnsson, John Bradley, Jim Broadbent, Gwendoline Christie, Emilia Clarkeová, Nikolaj Coster-Waldau, Liam Cunningham, Peter Dinklage, Richard Dormer, Nathalie Emmanuel, James Faulkner, Jerome Flynn, Aidan Gillen, Iain Glen, Kit Harington, Lena Headeyová, Isaac Hempstead Wright, Conleth Hill, Kristofer Hivju, Tom Hopper, Anton Lesser, Rory McCann, Staz Nair, Richard Rycroft, Sophie Turner, Rupert Vansittart a Maisie Williamsová - Příběh služebnice – Madeline Brewer, Amanda Brugel, Ann Dowd, O. T. Fagbenle, Joseph Fiennes, Tattiawna Jones, Max Minghella, Elisabeth Mossová, Yvonne Strahovski a Samira Wiley - Stranger Things – Sean Astin, Millie Bobby Brownová, Cara Buono, Joe Chrest, Catherine Curtin, Natalia Dyer, David Harbour, Charlie Heaton, Joe Keery, Gaten Matarazzo, Caleb McLaughlin, Winona Ryder, Paul Reiser, Noah Schnapp, Sadie Sink a Finn Wolfhard | |
| Nejlepší obsazení (komedie) | |
| Viceprezident(ka) – Dan Bakkedahl, Anna Chlumsky, Gary Cole, Margaret Colin, Kevin Dunn, Clea Duvall, Nelson Franklin, Tony Hale, Julia Louis-Dreyfus, Sam Richardson, Paul Scheer, Reid Scott, Timothy Simons, Sarah Sutherland a Matt Walsh - Holky za mřížemi – Uzo Aduba, Emily Althaus, Danielle Brooks, Rosal Colon, Jackie Cruz, Francesca Curran, Daniella De Jesus, Lea DeLaria, Nick Dillenburg, Asia Kate Dillon, Beth Dover, Kimiko Glenn, Annie Golden, Laura Gómez, Diane Guerrero, Evan Arthur Hall, Michael J. Harney, Brad William Henke, Micky Houston, Vicky Jeudy, Kelly Karbacz, Julie Lake, Selenis Leyva, Natasha Lyonne, Taryn Manning, Adrienne C. Moore, Miriam Morales, Kate Mulgrewová, Emma Myles, John Palladino, Matt Peters, Jessica Pimentel, Dascha Polanco, Laura Prepon, Jolene Purdy, Elizabeth Rodriguez, Nick Sandow, Abigail Savage, Taylor Schilling, Constance Shulman, Dale Soules, Yael Stone, Emily Tarver, Michael Torpey a Lin Tucci - Black-ish – Anthony Anderson, Miles Brown, Deon Cole, Laurence Fishburne, Jenifer Lewis, Peter Mackenzie, Marsai Martin, Jeff Meacham, Tracee Ellis Ross, Marcus Scribner a Yara Shahidi - Larry, kroť se– Ted Danson, Larry David, Susie Essman, Jeff Garlin, Cheryl Hines a J. B. Smoove - GLOW: Nádherné ženy wrestlingu – Britt Baron, Alison Brie, Kimmy Gatewood, Betty Gilpin, Rebekka Johnson, Chris Lowell, Sunita Mani, Marc Maron, Kate Nash, Sydelle Noel, Marianna Palka, Gayle Rankin, Bashir Salahuddin, Rich Sommer, Kia Stevens, Jackie Tohn, Ellen Wong a Britney Young | |
| Nejlepší výkon kaskaderského souboru | |
| Hra o trůny - GLOW: Nádherné ženy wrestlingu - Ve jménu vlasti - Stranger Things - Živí mrtví | |

### Celoživotní ocenění
- Morgan Freeman

## Ve vzpomínku
- Miguel Ferrer
- John Hurt
- Bill Paxton
- Jeanne Moreau
- Robert Guillaume
- Powers Boothe
- Adam West
- Martin Landau
- John Heard
- Glen Campbell
- Jerry Lewis
- John Hillerman
- Mike Hodge
- Harry Dean Stanton
- Richard Anderson
- Sam Shepard
- Bernie Casey
- Shelley Berman
- Ann Wedgeworth
- Rose Marie
- Glenne Headly
- Jay Thomas
- Charlie Murphy
- Nelsan Ellis
- Dina Merrill
- Joseph Bologna
- Roger Moore
- Loren Janes
- Dick Gregory
- June Foray
- Jerry Van Dyke
- Miriam Colon
- Elena Verdugo
- Paula Dell
- John Bernecker
- Della Reese
- David Cassidy
- Jim Nabors
- Erin Moran
- Don Rickles

## Účinkující
- Halle Berryová
- Dakota Fanning
- Lupita Nyong'o
- Emma Stoneová
- Kelly Marie Tran
- Mary J. Blige
- Jason Clarke
- Woody Harrelson
- Holly Hunter
- Daniel Kaluuya
- Zoe Kazan
- Frances McDormandová
- Laurie Metcalf
- Kumail Nanjiani
- Sam Rockwell
- Ray Romano
- Saoirse Ronan
- Allison Williams
- Rosanna Arquette
- Gabrielle Carteris
- Mandy Moore
- Olivia Munn
- Niecy Nash
- Gina Rodriguez
- Maya Rudolph
- Marisa Tomei
- Connie Britton
- Geena Davis
- Goldie Hawn
- Kate Hudson
- Brie Larson
- Laura Linneyová
- Leslie Mann
- Megan Mullally
- Sarah Silvermanová
- Rita Moreno
- Molly Shannon